# Castello di Oranienburg
Il castello di Oranienburg (in tedesco: Schloss Oranienburg),  o palazzo di Oranienburg, è un edificio situato nella città di Oranienburg, in Germania. È il più antico castello barocco della Marca di Brandeburgo ed è stato costruito in stile olandese.

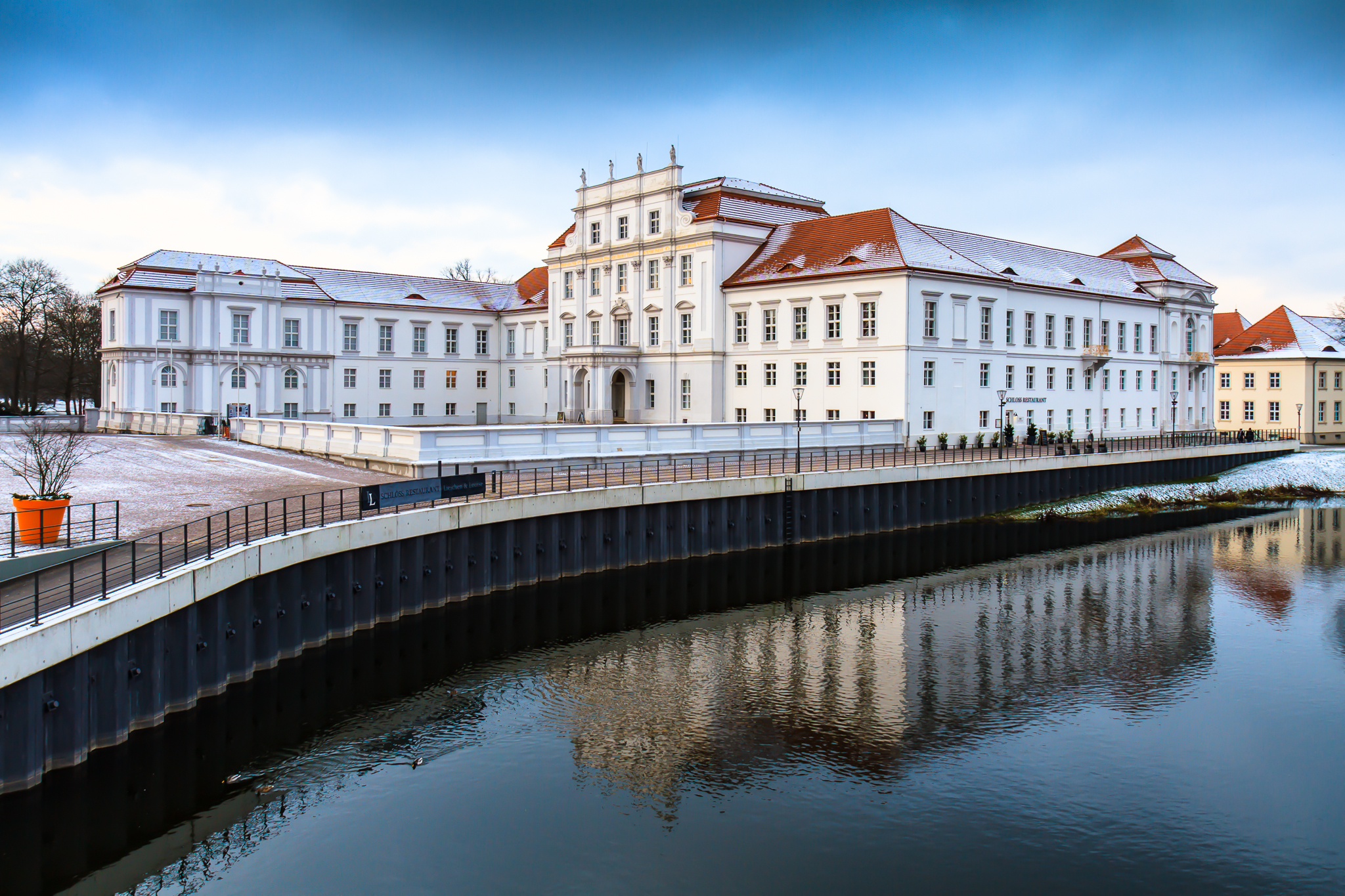
Il castello sul fiume Havel

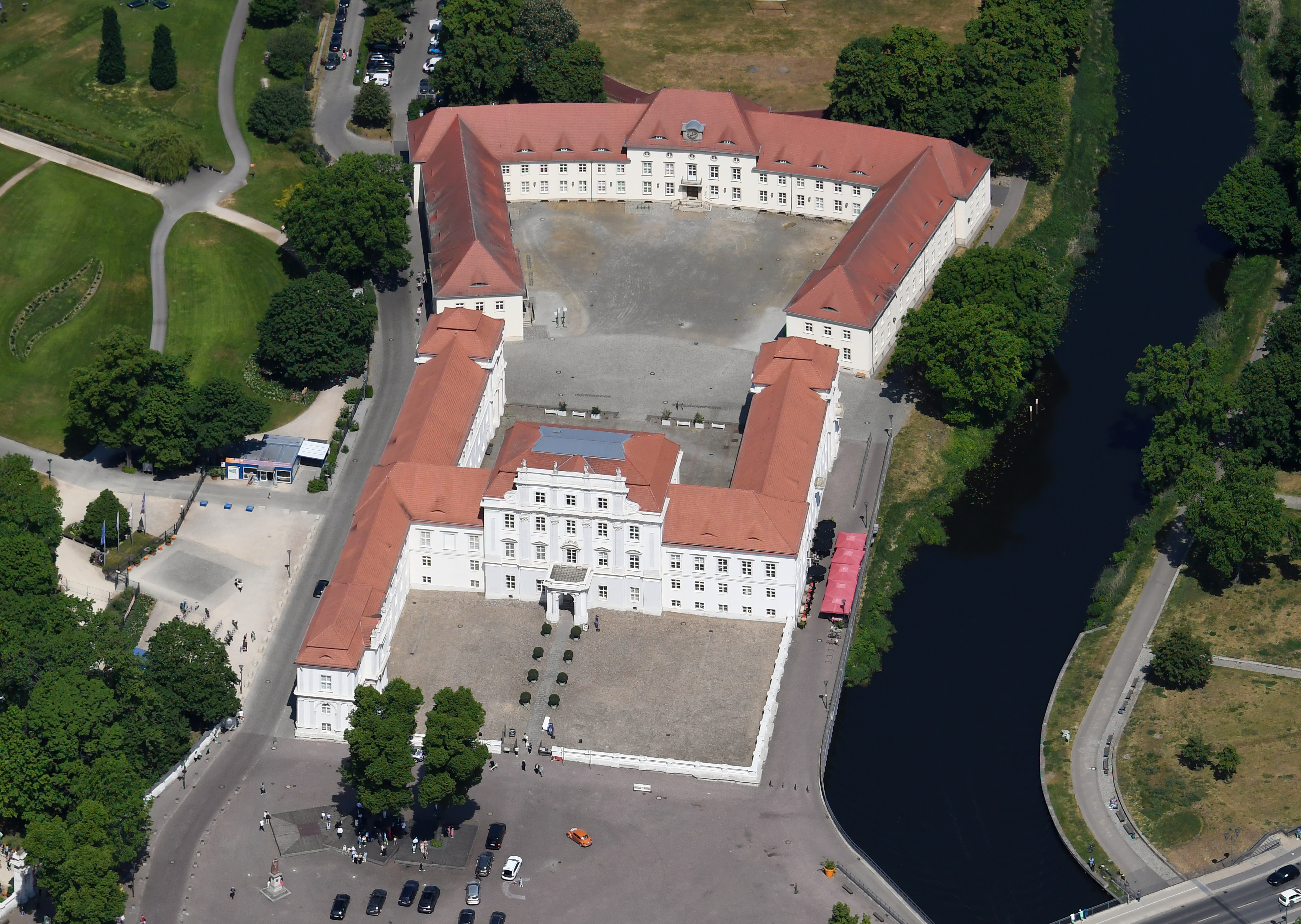
Vista aerea

Nel 2009 al castello sono stati destinati 30 milioni di euro per la riqualificazione, in vista della mostra regionale di giardinaggio (Landesgartenschau).

## Storia
L'insediamento slavo di Bothzowe divenne la città di Bötzow, dove i margravi Ascani stabilirono un castello su un'isola del fiume Havel. Questo castello, menzionato per la prima volta nel 1288, assicurava l'importante passaggio dell'Havel. Dopo l'estinzione degli Ascani, il castello passò più volte di mano fino a quando, nel 1485, passò nelle mani degli Hohenzollern attraverso il margravio Giovanni Cicerone. Intorno al 1551, l'Elettore Gioacchino II sostituì il castello con la costruzione di un nuovo castello di caccia, "a causa dei dintorni piacevoli e delle buone possibilità di caccia". Il suo successore, l'Elettore Giovanni Giorgio, prese in consegna il castello e ne fece ristrutturare gli interni nel 1579. Parti di quell'insieme rinascimentale si trovano ancora in quello che oggi è l'edificio centrale del palazzo. Non ci sono informazioni sul destino del castello durante la Guerra dei Trent'anni.
Il dominio di Bötzow (Amt Bötzow) fu affittato alla casa di Knesebeck nel 1642. Theodor Fontane riferisce che l'Elettrice di Brandeburgo Luisa Enrichette d'Orange, prima moglie del Grande Elettore, conobbe Bötzow durante una battuta di caccia con il marito nel 1650. Ricordò subito la sua patria olandese e rimase affascinata dal paesaggio. Di conseguenza, il 27 settembre 1650 l'Elettore Federico Guglielmo di Brandeburgo  diede in dote alla moglie la terra di Bötzow e i villaggi associati per tutta la vita. Louisa Enrichetta vi progettò una residenza di campagna in stile olandese, che fu costruita tra il 1651 e il 1655. L'edificio del casino di caccia divenne parte dell'edificio centrale del nuovo palazzo.
Johann Gregor Memhardt, che si era formato nei Paesi Bassi, fu incaricato di realizzare il progetto di costruzione. L'edificio si ispira chiaramente all'architettura contemporanea del classicismo olandese nella sua forma esterna, con l'enfasi verticale e la struttura a torre. Nel 1652 il castello fu battezzato "die Oranienburg" dal Grande Elettore. Un anno dopo, alla città di Bötzow fu dato il nome di "Oranienburg". Nel 1655, l'Elettrice Luisa Enrichetta fece un ingresso cerimoniale nel palazzo. Sono proseguiti anche i lavori al palazzo e al giardino. Nel 1662, la coppia elettorale iniziò a costruire il Palazzo della città di Potsdam, che poteva essere raggiunto in barca sull'Havel dall'Oranienburg.
Luisa Enrichetta incaricò anche Johann Gregor Memhardt di progettare e realizzare un giardino di piacere a sud-ovest del castello, tipicamente olandese e non strettamente allineato con il castello. L'area circondata da un muro era quasi quadrata e strutturata in modo rigorosamente geometrico. Al centro, su una piccola collina, c'era una piccola casa di piacere chiamata "Grotte". Il giardino stesso era utilizzato principalmente per la coltivazione di alberi, arbusti ornamentali, fiori e ortaggi. L'Elettrice portò ad esempio patate e cavolfiori nel Margraviato di Brandeburgo. Su richiesta del figlio di Luise Henriette, l'Elettore Federico III, fu progettato dall'architetto Johann Arnold Nering nel 1690 il portale d'ingresso di rappresentanza. I pilastri d'ingresso con coppie di colonne toscane sono coronati dalle figure allegoriche "Autunno" e "Estate". Da vedere anche il portale in ferro battuto con il monogramma dell'elettore e il cappello dell'elettore.
Il castello di Oranienburg è uno dei quattro castelli tedeschi che portano il nome della Casa d'Orange. Furono eretti per quattro sorelle, governanti, che erano originarie di quella casa. Oltre a Oranienburg, sono il Palazzo di Oranienstein vicino a Diez e il Castello di Oranienbaum nell'Anhalt. Il quarto, il Palazzo Oranienhof vicino a Bad Kreuznach, non esiste più.